# Skoki do wody na Letnich Igrzyskach Olimpijskich 1924 – skoki z trampoliny kobiet
Skoki standardowe z trampoliny kobiet były jedną z konkurencji w skokach do wody na Letnich Igrzyskach Olimpijskich 1924. Zawody odbyły się w dniach 17-18 lipca. W zawodach uczestniczyło 17 zawodniczek z 7 państw.

## Wyniki

### Runda 1
Trzy zawodniczki z najmniejszą liczbą punktów z każdej grupy awansowały do finału.
Grupa 1
| Miejsce | Zawodniczka       | Punkty | Wynik |
| ------- | ----------------- | ------ | ----- |
| 1       | Betty Becker      | 6      | 482,4 |
| 2       | Aileen Riggin     | 13     | 439,3 |
| 3       | Klara Bornett     | 13     | 417,4 |
| 4       | Märta Johansson   | 19     | 377,8 |
| 5       | Louise Lenormand  | 26     | 313,0 |
| 6       | Truus Klapwijk    | 28     | 287,3 |
| 7       | Catherine O’Bryen | 35     | 258,8 |
| 8       | Eugénie Briollet  | 40     | 235,2 |

Grupa 2
| Miejsce | Zawodniczka           | Punkty | Wynik |
| ------- | --------------------- | ------ | ----- |
| 1       | Caroline Fletcher     | 7      | 446,6 |
| 2       | Signe Johansson       | 10     | 421,7 |
| 3       | Ewa Olliwier          | 14     | 408,8 |
| 4       | Viktoria Sölkner      | 21     | 362,9 |
| 5       | Amelia Hudson         | 23     | 345,2 |
| 6       | Suzanne Raeth         | 32,5   | 274,0 |
| 7       | Hendrika Bante        | 35     | 270,6 |
| 8       | Gladys Luscombe       | 40,5   | 244,0 |
| 9       | Aloisie Krongeigerová | 42     | 233,2 |

### Finał
| Miejsce | Zawodniczka       | Punkty | Wynik |
| ------- | ----------------- | ------ | ----- |
| 1       | Betty Becker      | 8      | 474,5 |
| 2       | Aileen Riggin     | 12     | 460,4 |
| 3       | Caroline Fletcher | 16     | 436,4 |
| 4       | Ewa Olliwier      | 20     | 425,8 |
| 5       | Signe Johansson   | 21     | 412,6 |
| 6       | Klara Bornett     | 28     | 370,2 |